# فرودگاه صحرایی کمبل
فرودگاه صحرایی کمبل (به انگلیسی: Campbell Army Airfield) یک فرودگاه نظامی با کد یاتا HOP است که یک باند فرود آسفالت دارد و طول باند آن ۳۶۰۵ متر است. این فرودگاه در کشور ایالات متحده آمریکا قرار دارد و در ارتفاع ۱۷۵ متری از سطح دریا واقع شده‌است.